# Platypus Theater

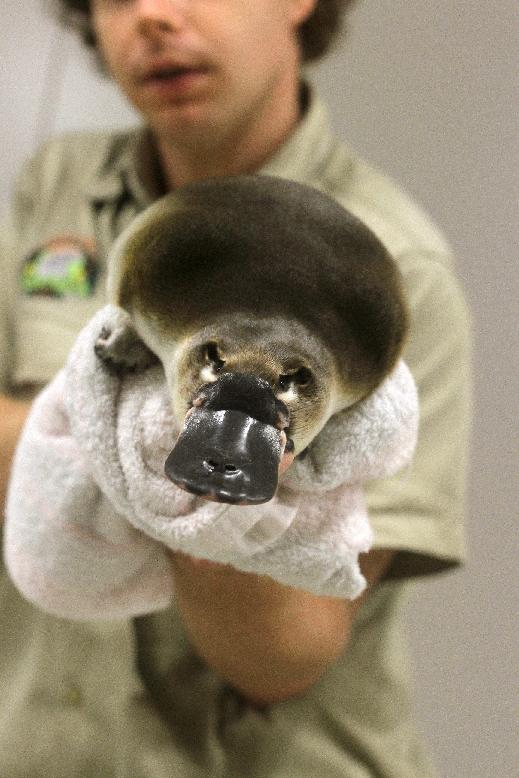
Platypus est le nom anglais de l'ornithorynque

Le théâtre Platypus (Platypus Theater) est une troupe de théâtre pour la jeunesse qui propose des pièces en anglais au jeune public allemand. N'ayant pas de scène propre, il se produit le plus souvent au Berliner Kabarett Anstalt (Mehringdamm) ou à l'ufaFabrik (Berlin-Tempelhof).

## Histoire
Il fut fondé en 1985 par les Australiens Peter Scollin et Frau Anja Scollin. La première pièce à être montée fut Le clown au pays des kangourous, pour enfants à partir de 3 ans. Ce ne fut qu'en 1992 que le théâtre Platypus produisit une pièce en anglais (Teenagers in Trouble) mais, depuis lors, travaille avec des auteurs, acteurs et collaborateurs venus de tout le monde anglophone. Toutes les pièces bénéficient d'une approche pédagogique.
Soutenu par plusieurs collectivités locales berlinoises, le théâtre Platypus touche environ 20 000 spectateurs par an avec environ 130 représentations.
Le théâtre Platypus dispose de plusieurs projets pédagogiques et, depuis 2008, est partenaire de TUSCH Berlin (de), une initiative mettant en lien 122 écoles et 40 théâtres.